# 8 Pułk Piechoty (PSZ)
8 Pułk Piechoty (8 pp) – oddział piechoty Wojska Polskiego we Francji.

## Formowanie i zmiany organizacyjne
Formowanie pułku rozpoczęto 15 V 1940 roku w miejscowości Plenan Le Grand w pobliżu obozu Coetquidan w Bretanii w ramach 3 Dywizji Piechoty. W  dniu 23 maja 1940 roku ze składu 8 pułku wydzielono żołnierzy do utworzenia, 6 kompanii artylerii przeciwpancernej wyposażonej, uzbrojonej i przeszkolonej we francuskich ośrodkach szkoleniowych. W rezultacie przeznaczonej do wzmocnienia walczącej na froncie, francuskiej 87 Dywizji Piechoty Północnoafrykańskiej. Duży napływ poborowych nastąpił w okresie od 1 do 16 czerwca 1940 roku. Stan osobowy pułku na dzień 17 VI 1940 r, wynosił ok. 130 oficerów i ok. 3 000 szeregowych. Rekrutów tych umundurowano i wyposażono w sprzęt, jednakże katastrofalny był stan uzbrojenia. Pułk otrzymał zaledwie 320 szt. karabinów, rkm na jeden batalion oraz komplet ckm. 8 pułk jak i cała 3 DP nie otrzymał dział przeciwpancernych i moździerzy oraz środków do ich transportu. W związku ze zmieniającą się sytuacją wojenną 3 dywizja, wraz z 8 pułkiem piechoty wyznaczona została do obrony tzw. Reduty Bretońskiej. W dniu 18 czerwca pułk rozpoczął ok. 100 km marsz w kierunku wybrzeża bretońskiego do portów przy ujściu Loary. Jednakże brak w danym momencie środków transportu morskiego zmusiły dowództwo 3 DP, do rozwiązania w dniach 19/20 czerwca 1940 roku pułku. Większość żołnierzy pochodząca z emigracji rozeszła się do domów w północnej Francji lub przedzierała się do jej południowej części za Loarę. Natomiast z 8 pp poprzez port w Croisic na pokładach brytyjskich okrętów wojennych do Wielkiej Brytanii dostało się 53 oficerów i 98 podoficerów i szeregowych.

## Żołnierze pułku
- Dowódca pułku – ppłk dypl. Aleksander Misiurewicz[4]
- Szef sztabu pułku – mjr dypl. Władysław Słomiński[4]
- Dowódca I batalionu – ppłk Józef Zończyk Bohusz[4]
- Dowódca II batalionu – mjr Józef Stanisław Haluta[4]
- Dowódca III batalionu – mjr Henryk Krajewski[4]